# Битва на Тревненском перевале
Битва на Тревненском перевале (болг. Битка в Тревненския проход) — сражение между войсками Византийской империи и Болгарии, произошедшее в 1190 году на перевале вблизи города Трявна. Болгары одержали решающую победу. Победа сыграла важную роль в их освободительном движении против Византии.

## Предыстория
В 1185 году Иван Асень I и его брат Пётр IV возглавили восстание болгар против византийского господства. В 1187 году, после неудачной осады византийцами крепости Ловеч, Исаак II Ангел был вынужден заключить с ним мир. В январе 1190 года болгарская армия вторгалась в Фракию и опустошила окрестности Боруй и Пловдив. 
Весной 1190 года император Исаак ІІ Ангел решил снова подчинить болгар и начал большой поход в Мёзию. Византийский флот вошел в Дунай и начал патрулирование реки, что не позволяло половцам перейти через Дунай реку и оказать помощь болгарам. В то же время сухопутная армия греков осадила Тырново. Иван Асень I отправил в лагерь византийцев ложного перебежчика, который заявил, что к городу приближается большое половецкое войско. Не желая попасть в окружение, император повёл свою армию во Фракию через Тревненский перевал.

## Ход сражения
Авангардом командовали протостратор Мануил Камица и севастократор Исак Комнин. После него двигался обоз и главные силы во главе с Исааком ІІ Ангелом и его братом Алексеем Ангелом. Арьергардом командовал Иоанн Дука, дядя императора. 
Болгарской армией руководил Иван Асень І. Она передвигалась параллельно с византийцами, а также и в их тылу. Когда авангард ромеев вошёл на перевал, на высотах начали появляться болгарские воины. Когда главные силы византийцев начали переход, болгары начали атаку. Среди греков началась паника и хаос. Гвардейцы, охранявшие императора, чтобы спасти его, начали убивать солдат, мешавших им продвигаться. Благодаря гвардейцам Исааку удалось бежать с поля битвы. Остатки византийской армии отступили к Боруй.
Болгары взяли огромная добычу: императорскую корону, золотой шлем византийских императоров, большой императорский крест-реликвию, бокалы аристократов и большое количество денег. Эта решающая победа подтвердила силу вновь образованного второго Болгарского царства.